# Yavuz Selim Stadı
Das Yavuz Selim Stadı ist ein Fußballstadion in Trabzon. Das Stadion ist nach Selim I., dem neunten Sultan des Osmanischen Reichs, benannt und befindet sich direkt neben dem Hüseyin Avni Aker Stadı, der Heimstätte von Trabzonspor.

## Geschichte
Viele Amateurklubs aus Trabzon nutzen das Stadion. In der Vergangenheit gelang vielen Spielern der Sprung zu Trabzonspor. 2007 wurde der Naturrasen durch einen Kunstrasen ersetzt und die Tribüne, welche komplett aus Sitzplätzen besteht und überdacht ist, renoviert. In der Zukunft sind weitere Erneuerungen geplant.
In der jüngeren Vergangenheit wurde das Stadion auch immer öfter von Profimannschaften genutzt, so spielt momentan 1461 Trabzon und Düzyurtspor abwechselnd und mit Unterbrechungen in dem Stadion. 